# Бузенберг
Бузенберг (нім. Busenberg) — громада в Німеччині, розташована в землі Рейнланд-Пфальц. Входить до складу району Південно-Західний Пфальц. Складова частина об'єднання громад Данер-Фельзенланд.
Площа — 9,64 км2. Населення становить 1165 ос. (станом на 31 грудня 2020).

## Галерея

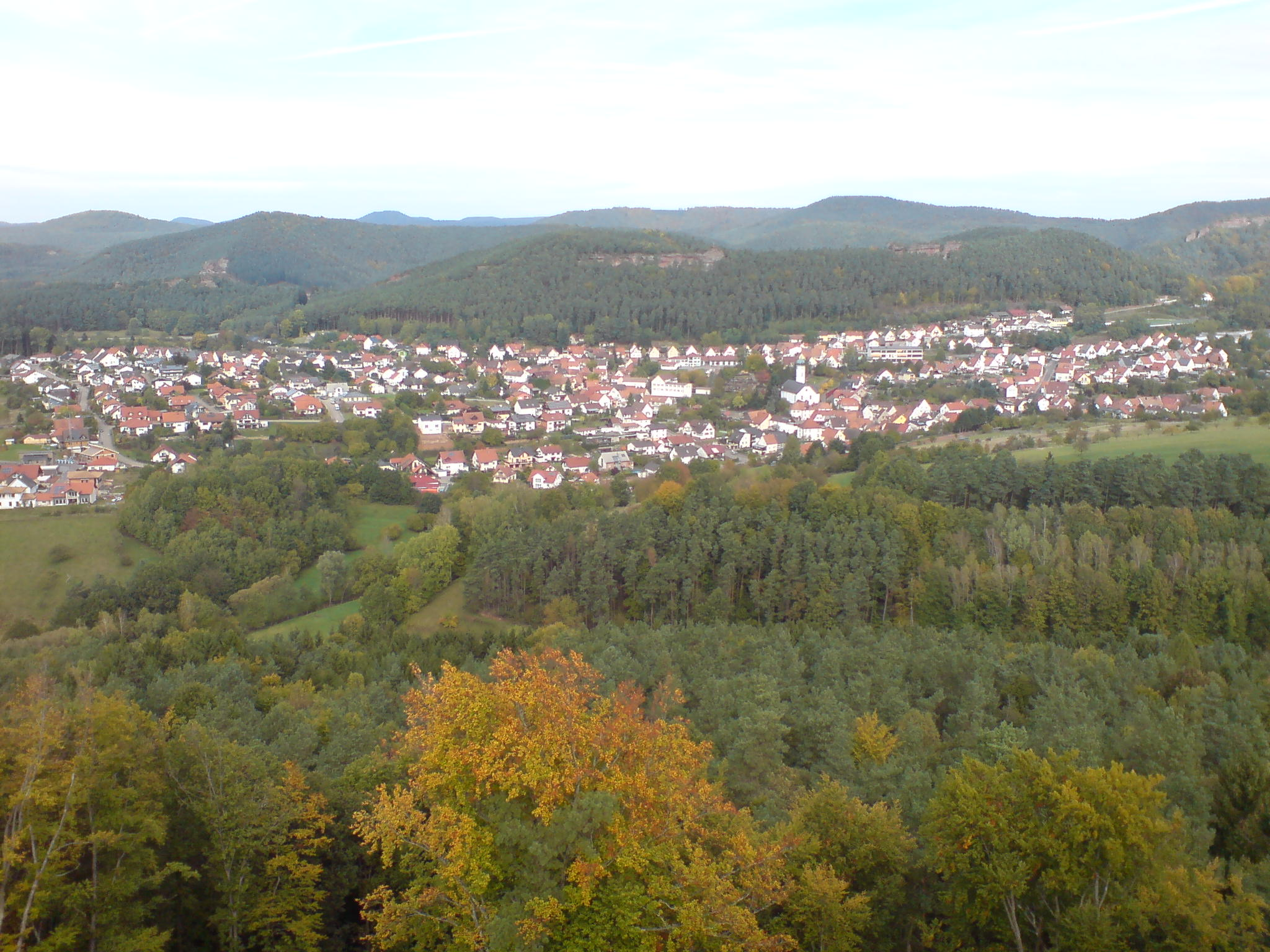
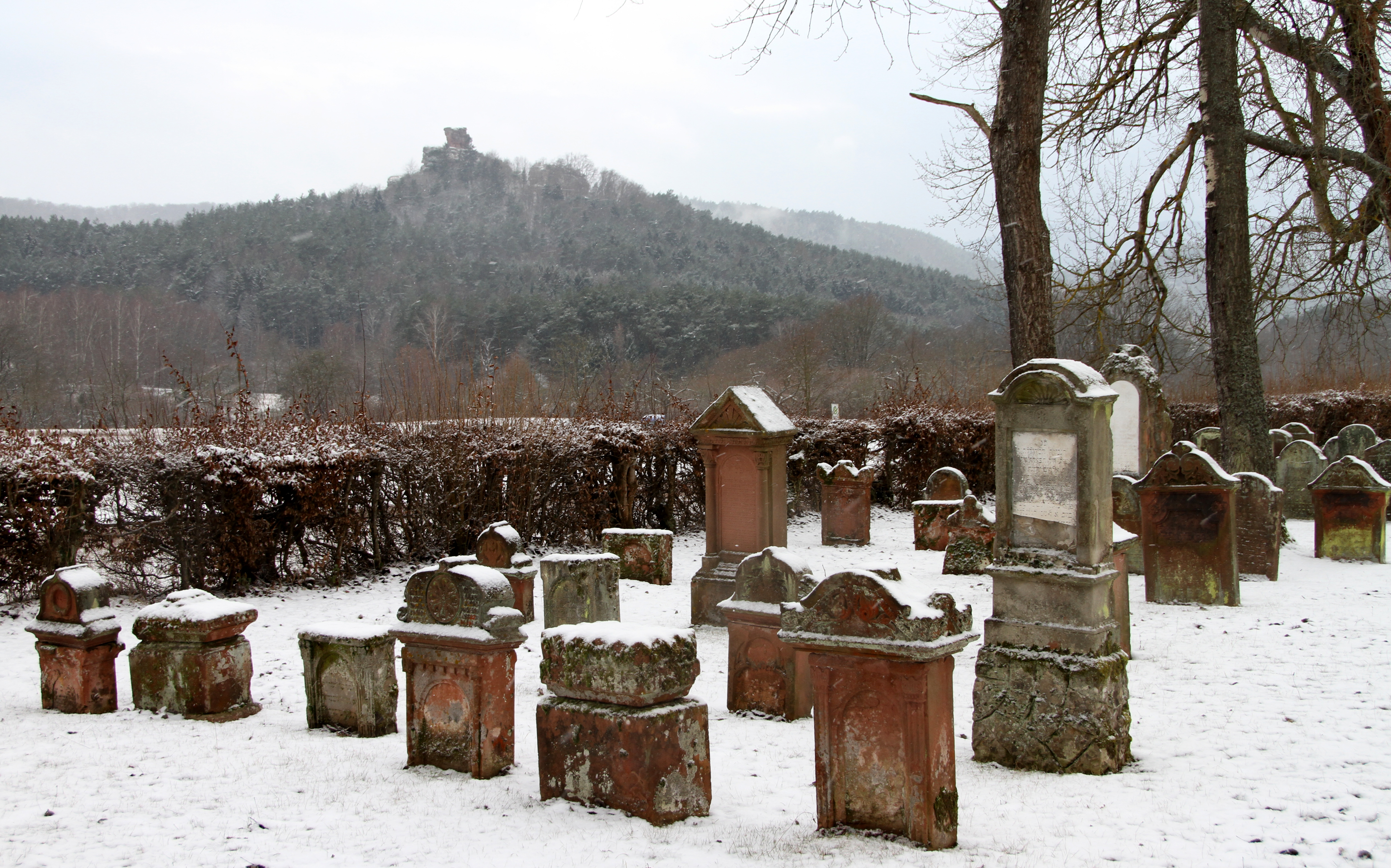
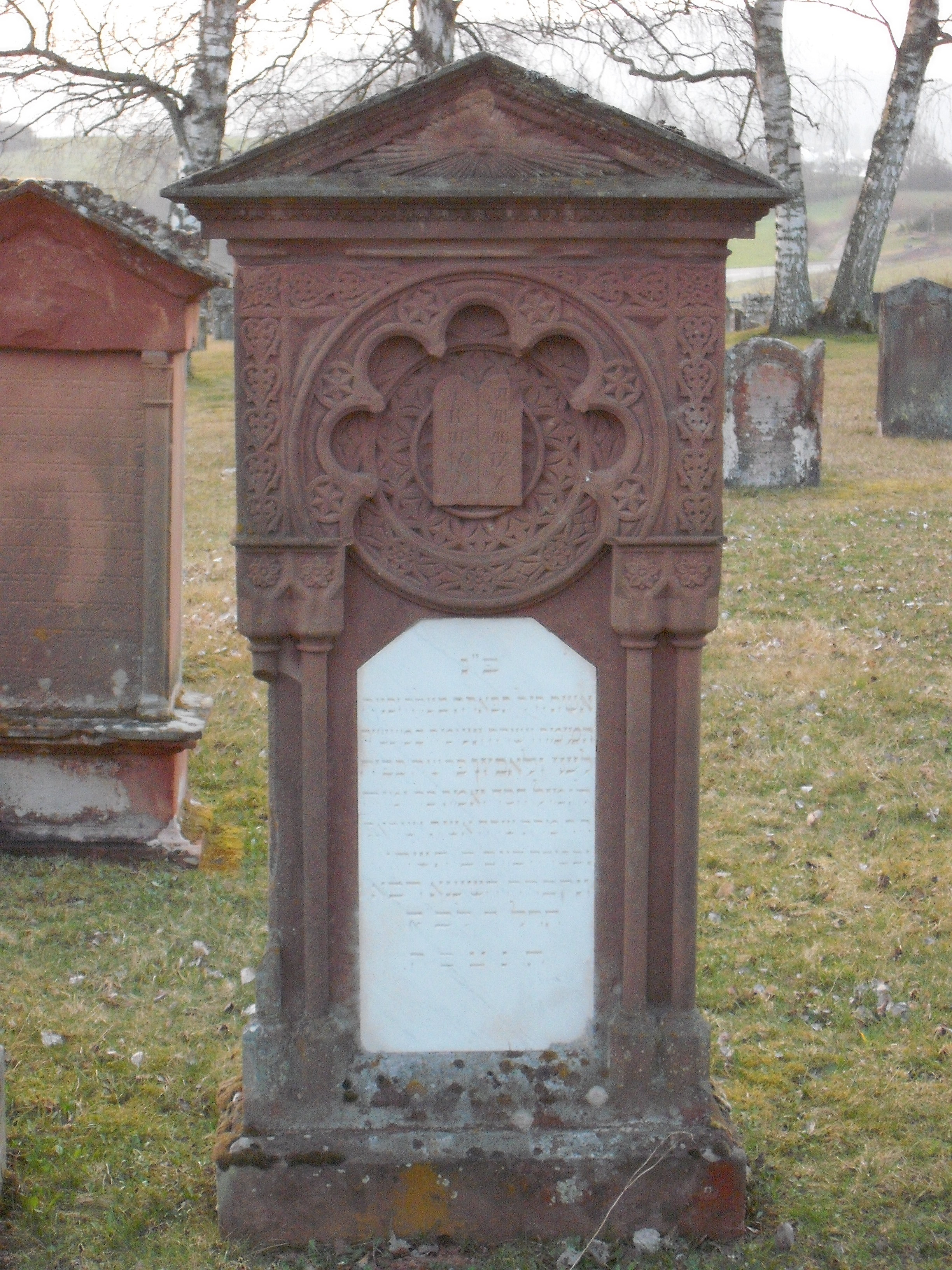
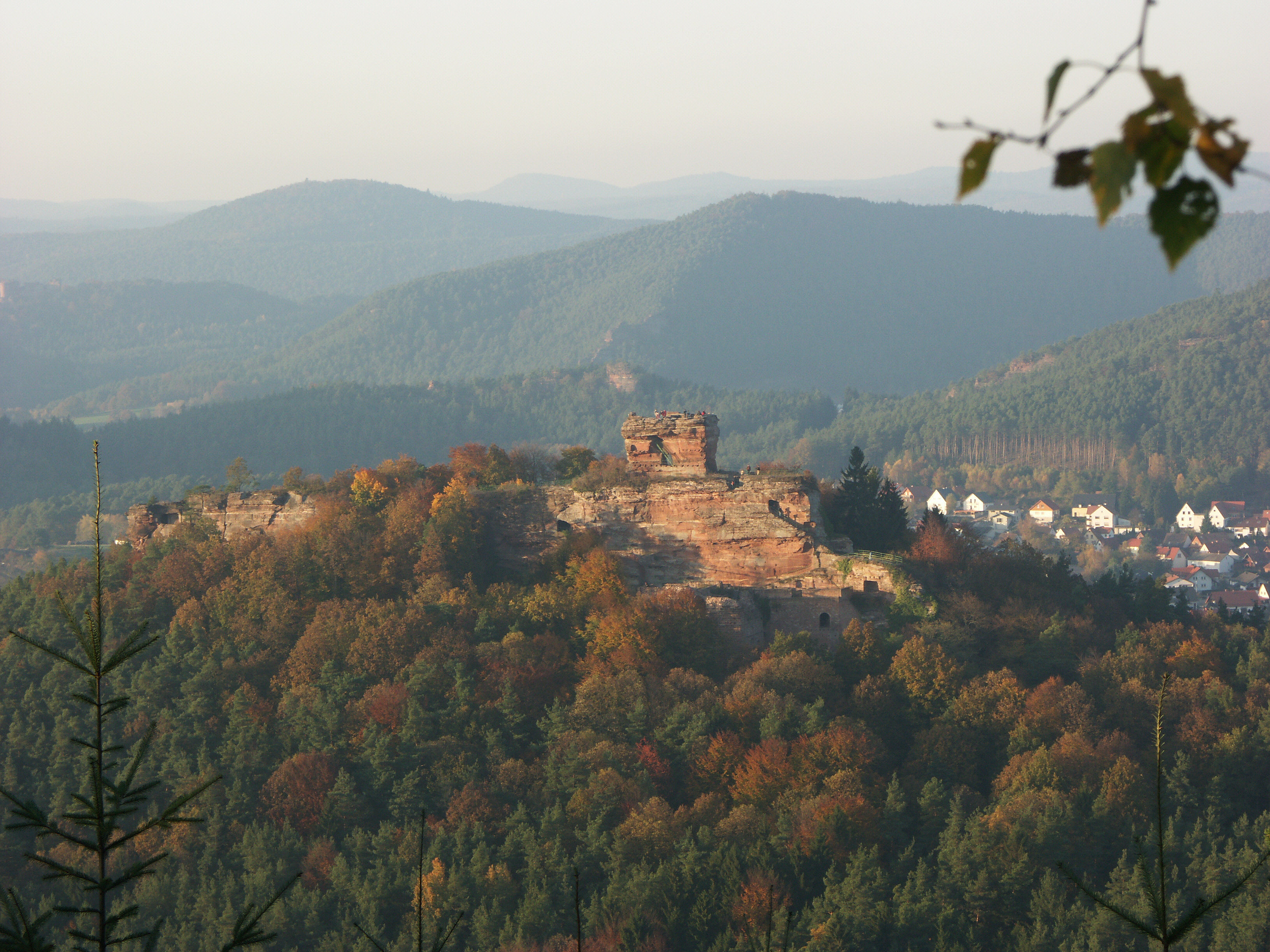
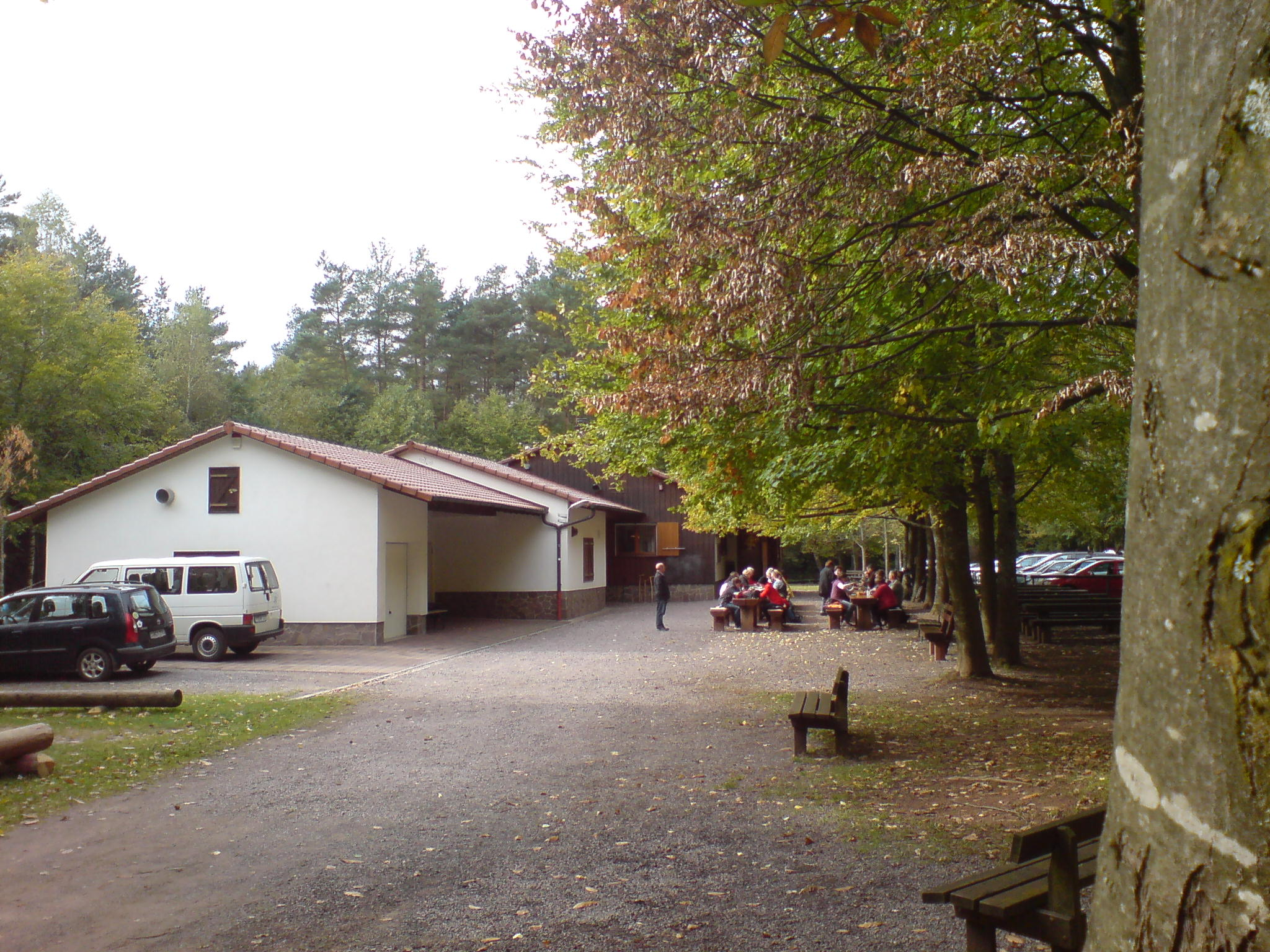